# Haltepunkt Essen-Holthausen
Der Haltepunkt Essen-Holthausen ist einer von zwei S-Bahn-Haltepunkten im Essener Stadtteil Überruhr. Er liegt in Überruhr-Holthausen. Der andere S-Bahn-Haltepunkt ist Essen-Überruhr in Überruhr-Hinsel.

## Lage und Aufbau
Der Haltepunkt besitzt zwei Seitenbahnsteige. Diese sind über Treppen und Aufzüge erreichbar. Von diesen beiden Seitenbahnsteigen führt ein Brückenbauwerk zu der etwas über 100 Meter östlich liegenden Langenberger Straße, wo sich die nach dem Haltepunkt benannte Haltestelle Holthausen Bf der Ruhrbahn befindet.

## Geschichte und Charakter
Der Haltepunkt wurde 1945 zur Erschließung der Zeche Heinrich in Betrieb genommen, aber schon ein Jahr später wieder stillgelegt. 1985 wurde er für den Personenverkehr der dort verkehrenden Nahverkehrslinie N 9 neu eröffnet. Im Jahre 1998 wurde im Zuge einer Neusortierung der Streckennummern zwischen Haltern am See und Essen die S 9 und zwischen Essen und Wuppertal die RB 49 eingeführt. Nach Elektrifizierung der Strecke zwischen Essen und Wuppertal wurde die RB 49 im Dezember 2003 durch die S-Bahn-Linie S 9 ersetzt, die seitdem durchgehend Haltern und Wuppertal verbindet. 

## Bedienung
Seit 2003 verkehrte die S 9 wochentags im 20-Minuten-Takt von Wuppertal über Essen nach Bottrop sowie einmal pro Stunde weiter nach Haltern am See. 
Am 15. Dezember 2019 wurde auf einen 30-Minuten-Takt umgestellt. Über Essen Hbf führt via Gladbeck West ein Linienast nach Recklinghausen Hbf und der andere nach Haltern am See. In die andere Richtung werden halbstündlich Wuppertal und stündlich Hagen angefahren.
Auf der parallel zur S-Bahn-Strecke verlaufenden Langenberger Straße verkehrt die Buslinie 177 sowie nachts der NE6 der Ruhrbahn. Diese bedienen die über 100 Meter östlich, aber auf Höhe des Haltepunktes, liegende Haltestelle Holthausen Bf.
| Linie | Linienverlauf | Takt                                                                       |
| ----- | --- | -------------------------------------------------------------------------- |
| S 9   | Linienweg 1: Haltern am See – Marl-Hamm – Marl Mitte – GE-Hassel – GE-Buer Nord – Linienweg 2: Recklinghausen Hbf – Herten (Westf) – Hauptlinienweg: Gladbeck West – Bottrop-Boy – Bottrop Hbf – E-Dellwig Ost – E-Gerschede – E-Borbeck – E-Borbeck Süd – Essen West – Essen Hbf – E-Steele – E-Überruhr – E-Holthausen – E-Kupferdreh – Velbert-Nierenhof – Velbert-Langenberg – Velbert-Neviges – Velbert-Rosenhügel – Wülfrath-Aprath – W-Vohwinkel – W-Sonnborn – W-Zoologischer Garten – W-Steinbeck – Wuppertal Hbf – W-Unterbarmen – W-Barmen – W-Oberbarmen – W-Langerfeld – Schwelm West – Schwelm – Gevelsberg West – Gevelsberg-Kipp – Gevelsberg Hbf – Gevelsberg-Knapp – HA-Westerbauer – HA-Heubing – HA-Wehringhausen – Hagen Hbf Stand: Fahrplanwechsel Dezember 2023 | 60 min (je Linienast) 30 min (Gladbeck–Wuppertal) 60 min (Wuppertal–Hagen) |
| 177   | Steele – Überruhr-Hinsel – Überruhr-Holthausen – Holthausen Bf – (Heisingen Rote Mühle →) Kupferdreh – Kupferdreh Marienbergstr. | 20 min                                                                     |
| NE6   | Essen Hbf – Essen Süd – Rellinghausen – Lehmanns Brink (NE4) – Holthausen Bf – Kupferdreh | 60 min                                                                     |